# San Isidro (Surigao do Norte)
San Isidro é um município de  quinta classe de renda municipal (d) na província Surigao do Norte, nas Filipinas. De acordo com o censo de 1 de maio  de  2020 possui uma população de 8 519 pessoas e 1 927 domicílios.